# دنی لیوا
دنی لیوا (انگلیسی: Danny Leyva؛ زادهٔ ۵ مهٔ ۲۰۰۳) بازیکن فوتبال اهل ایالات متحده آمریکا است که در پست هافبک دفاعی برای باشگاه فوتبال سیاتل ساندرز در لیگ برتر فوتبال ایالات متحده آمریکا بازی می‌کند.